# Dél-Korea a 2014. évi téli olimpiai játékokon
Dél-Korea az oroszországi Szocsiban megrendezett 2014. évi téli olimpiai játékok egyik részt vevő nemzete volt. Az országot az olimpián 13 sportágban 71 sportoló képviselte, akik összesen 8 érmet szereztek.

## Érmesek
| Érem  | Versenyző                                       | Sportág                    | Versenyszám      |
| ----- | ----------------------------------------------- | -------------------------- | ---------------- |
| Arany | Lee Sang-Hwa                                    | Gyorskorcsolya             | Női 500 m        |
| Arany | Park Seung-Hi                                   | Rövidpályás gyorskorcsolya | Női 1000 m       |
| Arany | Cho Ha-Ri Kim A-Lang Park Seung-Hi Shim Suk-Hee | Rövidpályás gyorskorcsolya | Női 3000 m váltó |
| Ezüst | Joo Hyong-jun Cheol Min Kim Lee Seung-hoon      | Gyorskorcsolya             | Férfi csapat     |
| Ezüst | Kim Jona                                        | Műkorcsolya                | Női egyéni       |
| Ezüst | Shim Suk-Hee                                    | Rövidpályás gyorskorcsolya | Női 1500 m       |
| Bronz | Park Seung-Hi                                   | Rövidpályás gyorskorcsolya | Női 500 m        |
| Bronz | Shim Suk-Hee                                    | Rövidpályás gyorskorcsolya | Női 1000 m       |

## Alpesisí
Férfi
| Versenyző       | Versenyszám      | 1. futam      | 1. futam      | 2. futam | 2. futam | Összesítés | Összesítés |
| Versenyző       | Versenyszám      | Idő           | Hely.         | Idő      | Hely.    | Idő        | Helyezés   |
| --------------- | ---------------- | ------------- | ------------- | -------- | -------- | ---------- | ---------- |
| Jung Dong-Hyun  | Műlesiklás       | nem ért célba | nem ért célba | kiesett  | kiesett  | kiesett    | kiesett    |
| Jung Dong-Hyun  | Óriás-műlesiklás | 1:26,72       | 44.           | 1:28,54  | 41.      | 2:55,26    | 41.        |
| Kyung Sung Hyun | Műlesiklás       | nem ért célba | nem ért célba | kiesett  | kiesett  | kiesett    | kiesett    |
| Kyung Sung Hyun | Óriás-műlesiklás | 1:34,03       | 66.           | 1:41,17  | 70.      | 3:15,20    | 66.        |
| Park Je-Yun     | Műlesiklás       | nem ért célba | nem ért célba | kiesett  | kiesett  | kiesett    | kiesett    |
| Park Je-Yun     | Óriás-műlesiklás | nem ért célba | nem ért célba | kiesett  | kiesett  | kiesett    | kiesett    |

Női
| Versenyző      | Versenyszám      | 1. futam      | 1. futam      | 2. futam | 2. futam | Összesítés | Összesítés |
| Versenyző      | Versenyszám      | Idő           | Hely.         | Idő      | Hely.    | Idő        | Helyezés   |
| -------------- | ---------------- | ------------- | ------------- | -------- | -------- | ---------- | ---------- |
| Kang Young-Seo | Műlesiklás       | 1:18,84       | 59.           | 1:17,61  | 49.      | 2:36,45    | 49.        |
| Gim So-Hui     | Műlesiklás       | nem ért célba | nem ért célba | kiesett  | kiesett  | kiesett    | kiesett    |
| Gim So-Hui     | Óriás-műlesiklás | 1:31,47       | 59.           | 1:30,36  | 52.      | 3:01,83    | 53.        |

## Biatlon
Férfi
| Versenyző  | Versenyszám            | Időeredmény | Lövőhiba    | Helyezés |
| ---------- | ---------------------- | ----------- | ----------- | -------- |
| Lee In-Bok | 10 km sprint           | 28:35,9     | 1 (0+1)     | 82.      |
| Lee In-Bok | 20 km egyéni indításos | 57:29,0     | 1 (0+1+0+0) | 73.      |

Női
| Versenyző  | Versenyszám            | Időeredmény | Lövőhiba    | Helyezés |
| ---------- | ---------------------- | ----------- | ----------- | -------- |
| Mun Ji-Hee | 7,5 km sprint          | 24:32,0     | 1 (0+1)     | 74.      |
| Mun Ji-Hee | 15 km egyéni indításos | 54:06,7     | 3 (0+0+2+1) | 69.      |

## Bob
Férfi
| Versenyző                                              | Versenyszám | 1. futam | 1. futam | 2. futam | 2. futam | 3. futam | 3. futam | 4. futam | 4. futam | Összesítés | Összesítés |
| Versenyző                                              | Versenyszám | Idő      | Hely.    | Idő      | Hely.    | Idő      | Hely.    | Idő      | Hely.    | Idő        | Helyezés   |
| ------------------------------------------------------ | ----------- | -------- | -------- | -------- | -------- | -------- | -------- | -------- | -------- | ---------- | ---------- |
| Kim Dong-Hyun* Jun Jung-Lin                            | Kettes      | 57,78    | 25.      | 57,76    | 24.      | 57,73    | 24.      | kiesett  | kiesett  | 2:53,27    | 23.        |
| Seo Young-Woo Won Yun-Jong*                            | Kettes      | 57,41    | 18.      | 57,20    | 18.      | 57,58    | 21.      | 57,08    | =16.     | 3:49,27    | 16.        |
| Jun Jung-Lin Seo Young-Woo Suk Young-Jin Won Yun-Jong* | Négyes      | 56,12    | 21.      | 55,97    | 20.      | 56,25    | 22.      | 55,88    | =17.     | 3:44,22    | 18.        |
| Kim Dong-Hyun* Kim Kyung-Hyun Kim Sik Oh Jea-Han       | Négyes      | 56,98    | 30.      | 56,77    | 29.      | 56,89    | 29.      | kiesett  | kiesett  | 2:50,64    | 25.        |

Női
| Versenyző              | Versenyszám | 1. futam | 1. futam | 2. futam | 2. futam | 3. futam | 3. futam | 4. futam | 4. futam | Összesítés | Összesítés |
| Versenyző              | Versenyszám | Idő      | Hely.    | Idő      | Hely.    | Idő      | Hely.    | Idő      | Hely.    | Idő        | Helyezés   |
| ---------------------- | ----------- | -------- | -------- | -------- | -------- | -------- | -------- | -------- | -------- | ---------- | ---------- |
| Kim Sun-Ok Shin Mi-Hwa | Kettes      | 1:00,09  | 19.      | 1:00,02  | 18.      | 1:00,44  | 18.      | 1:00,26  | 18.      | 4:00,81    | 18.        |

* – a bob vezetője

## Curling

### Női
- Kim Ji-sun
- Lee Seul-bee
- Shin Mi-sung
- Gim Un-chi
- Lee Hyun-jung

Csoportkör
| Nemzet           | Skip                   | Gy | V | P+ | P- | Gy end | V end | Üres endek | Saját rabolt endek | Lökés % |
| ---------------- | ---------------------- | -- | - | -- | -- | ------ | ----- | ---------- | ------------------ | ------- |
| Kanada           | Jennifer Jones         | 9  | 0 | 72 | 40 | 43     | 27    | 12         | 14                 | 86%     |
| Svédország       | Margaretha Sigfridsson | 7  | 2 | 58 | 52 | 37     | 35    | 13         | 7                  | 80%     |
| Svájc            | Mirjam Ott             | 5  | 4 | 63 | 60 | 37     | 38    | 13         | 7                  | 78%     |
| Nagy-Britannia   | Eve Muirhead           | 5  | 4 | 74 | 58 | 39     | 35    | 9          | 11                 | 80%     |
| Japán            | Ogaszavara Ajumi       | 4  | 5 | 59 | 67 | 39     | 41    | 4          | 10                 | 76%     |
| Dánia            | Lene Nielsen           | 4  | 5 | 57 | 56 | 34     | 40    | 12         | 9                  | 78%     |
| Kína             | Vang Ping-jü           | 4  | 5 | 58 | 62 | 36     | 38    | 10         | 4                  | 81%     |
| Dél-Korea        | Kim Ji-sun             | 3  | 6 | 60 | 65 | 35     | 37    | 10         | 6                  | 79%     |
| Oroszország      | Anna Szidorova         | 3  | 6 | 48 | 56 | 33     | 35    | 19         | 6                  | 82%     |
| Egyesült Államok | Erika Brown            | 1  | 8 | 42 | 75 | 33     | 40    | 8          | 5                  | 76%     |

- február 11., 9:00 (6:00)

| Sheet D            | 1 | 2 | 3 | 4 | 5 | 6 | 7 | 8 | 9 | 10 | VE |
| Dél-Korea (Kim)    | 0 | 2 | 0 | 2 | 0 | 3 | 0 | 2 | 1 | 2  | 12 |
| Japán (Ogaszavara) | 2 | 0 | 1 | 0 | 2 | 0 | 2 | 0 | 0 | 0  | 7  |

- február 11., 19:00 (16:00)

| Sheet B         | 1 | 2 | 3 | 4 | 5 | 6 | 7 | 8 | 9 | 10 | VE |
| Dél-Korea (Kim) | 0 | 1 | 0 | 1 | 0 | 0 | 2 | 0 | 2 | 0  | 6  |
| Svájc (Ott)     | 0 | 0 | 0 | 0 | 2 | 3 | 0 | 2 | 0 | 1  | 8  |

- február 12., 14:00 (11:00)

| Sheet C                  | 1 | 2 | 3 | 4 | 5 | 6 | 7 | 8 | 9 | 10 | VE |
| Dél-Korea (Kim)          | 0 | 1 | 0 | 1 | 0 | 1 | 0 | 0 | 1 | X  | 4  |
| Svédország (Sigfridsson) | 0 | 0 | 1 | 0 | 3 | 0 | 1 | 2 | 0 | X  | 7  |

- február 13., 19:00 (16:00)

| Sheet B                 | 1 | 2 | 3 | 4 | 5 | 6 | 7 | 8 | 9 | 10 | VE |
| Oroszország (Szidorova) | 1 | 0 | 1 | 0 | 1 | 0 | 0 | 1 | 0 | X  | 4  |
| Dél-Korea (Kim)         | 0 | 2 | 0 | 2 | 0 | 0 | 3 | 0 | 1 | X  | 8  |

- február 14., 14:00 (11:00)

| Sheet A         | 1 | 2 | 3 | 4 | 5 | 6 | 7 | 8 | 9 | 10 | VE |
| Dél-Korea (Kim) | 0 | 0 | 2 | 0 | 0 | 1 | 0 | 0 | X | X  | 3  |
| Kína (Wang)     | 0 | 3 | 0 | 0 | 3 | 0 | 3 | 2 | X | X  | 11 |

- február 15., 9:00 (6:00)

| Sheet D                   | 1 | 2 | 3 | 4 | 5 | 6 | 7 | 8 | 9 | 10 | VE |
| Nagy-Britannia (Muirhead) | 0 | 3 | 0 | 1 | 1 | 0 | 2 | 0 | 0 | 3  | 10 |
| Dél-Korea (Kim)           | 2 | 0 | 0 | 0 | 0 | 2 | 0 | 2 | 2 | 0  | 8  |

- február 16., 14:00 (11:00)

| Sheet A         | 1 | 2 | 3 | 4 | 5 | 6 | 7 | 8 | 9 | 10 | VE |
| Dánia (Nielsen) | 0 | 0 | 0 | 1 | 0 | 2 | 3 | 0 | 1 | 0  | 7  |
| Dél-Korea (Kim) | 0 | 1 | 0 | 0 | 1 | 0 | 0 | 1 | 0 | 1  | 4  |

- február 17., 9:00 (6:00)

| Sheet B                  | 1 | 2 | 3 | 4 | 5 | 6 | 7 | 8 | 9 | 10 | VE |
| Dél-Korea (Kim)          | 4 | 1 | 0 | 2 | 2 | 0 | 2 | X | X | X  | 11 |
| Egyesült Államok (Brown) | 0 | 0 | 1 | 0 | 0 | 1 | 0 | X | X | X  | 2  |

- február 17., 19:00 (16:00)

| Sheet C         | 1 | 2 | 3 | 4 | 5 | 6 | 7 | 8 | 9 | 10 | VE |
| Kanada (Jones)  | 0 | 1 | 0 | 2 | 1 | 0 | 1 | 2 | 2 | X  | 9  |
| Dél-Korea (Kim) | 2 | 0 | 2 | 0 | 0 | 0 | 0 | 0 | 0 | X  | 4  |

| Csapat    | Helyezés |
| --------- | -------- |
| Dél-Korea | 8.       |

## Gyorskorcsolya
Férfi
| Versenyző     | Versenyszám | 1. futam | 1. futam | 2. futam | 2. futam | Eredmény | Helyezés |
| Versenyző     | Versenyszám | Idő      | Hely.    | Idő      | Hely.    | Eredmény | Helyezés |
| ------------- | ----------- | -------- | -------- | -------- | -------- | -------- | -------- |
| Joo Hyong-Jun | 1500 m      |          |          |          |          | 1:48,59  | 29.      |
| Kim Cheol-Min | 5000 m      |          |          |          |          | 6:37,28  | 24.      |
| Kim Jun-Ho    | 500 m       | 35,43    | 25.      | 35,42    | 21.      | 70,85    | 21.      |
| Kim Tae-Yun   | 1000 m      |          |          |          |          | 1:10,81  | 30.      |
| I Gangszok    | 500 m       | 35,45    | 26.      | 35,42    | 22.      | 70,87    | 22.      |
| I Kjuhjok     | 500 m       | 35,16    | 12.      | 35,48    | 23.      | 70,65    | 18.      |
| I Kjuhjok     | 1000 m      |          |          |          |          | 1:10,049 | 21.      |
| I Szunghun    | 5000 m      |          |          |          |          | 6:25,61  | 12.      |
| I Szunghun    | 10 000 m    |          |          |          |          | 13:11,68 | 4.       |
| Mo Thebom     | 500 m       | 34,84    | 4.       | 34,84    | 5.       | 69,68    | 4.       |
| Mo Thebom     | 1000 m      |          |          |          |          | 1:09,37  | 12.      |

Női
| Versenyző       | Versenyszám | 1. futam | 1. futam | 2. futam | 2. futam | Eredmény | Helyezés |
| Versenyző       | Versenyszám | Idő      | Hely.    | Idő      | Hely.    | Eredmény | Helyezés |
| --------------- | ----------- | -------- | -------- | -------- | -------- | -------- | -------- |
| Kim Bo-Reum     | 1500 m      |          |          |          |          | 1:59,78  | 21.      |
| Kim Bo-Reum     | 3000 m      |          |          |          |          | 4:12,08  | 13.      |
| Kim Hyun-Yung   | 500 m       | 39,19    | 24.      | 39,04    | 24.      | 78,23    | 24.      |
| Kim Hyun-Yung   | 1000 m      |          |          |          |          | 1:18,10  | 28.      |
| Lee Bo-Ra       | 500 m       | 38,93    | 20.      | 38,82    | 21.      | 77,75    | 20.      |
| Lee Bo-Ra       | 1000 m      |          |          |          |          | 1:57,49  | 35.      |
| Lee Sang-Hwa    | 500 m       | 37,42    | 1.       | 37,28    | 1.       | 74,70    |          |
| Lee Sang-Hwa    | 1000 m      |          |          |          |          | 1:15,94  | 12.      |
| Noh Seon-Yeong  | 1500 m      |          |          |          |          | 2:01,07  | 29.      |
| Noh Seon-Yeong  | 3000 m      |          |          |          |          | 4:19,02  | 25.      |
| Park Seung-Ju   | 500 m       | 39,207   | 26.      | 39,11    | 26.      | 78,31    | 26.      |
| Park Seung-Ju   | 1000 m      |          |          |          |          | 1:18,94  | 31.      |
| Yang Shin-Young | 1500 m      |          |          |          |          | 2:04,13  | 36.      |
| Yang Shin-Young | 3000 m      |          |          |          |          | 4:23,67  | 27.      |

Csapatverseny
| Versenyző                                                | Versenyszám | Negyeddöntő                                                                           | Negyeddöntő | Elődöntő                                                                  | Elődöntő  | Döntő | Döntő                                                                    | Döntő     | Helyezés |
| Versenyző                                                | Versenyszám | Ellenfél Idő                                                                          | Saját idő   | Ellenfél Idő                                                              | Saját idő | Típus | Ellenfél Idő                                                             | Saját idő | Helyezés |
| -------------------------------------------------------- | ----------- | ------------------------------------------------------------------------------------- | ----------- | ------------------------------------------------------------------------- | --------- | ----- | ------------------------------------------------------------------------ | --------- | -------- |
| Joo Hyong-Jun Kim Cheol-Min I Szunghun                   | Férfi       | Oroszország (RUS) · Alekszandr Rumjancev · Gyenyisz Juszkov · Ivan Szkobrev · 3:44,22 | 3:40,84     | Kanada (CAN) · Mathieu Giroux · Lucas Makowsky · Denny Morrison · 3:45,28 | 3:42,32   | A     | Hollandia (NED) · Jan Blokhuijsen · Sven Kramer · Koen Verweij · 3:37,71 | 3:40,85   |          |
| Hyun Yung Kim Kim Bo-Reum Noh Seon-Yeong Yang Shin-Young | Női         | Japán (JPN) · Misaki Oshigiri · Maki Tabata · Nana Takagi · 3:03,99                   | 3:05,28     |                                                                           |           | D     | Norvégia (NOR) · Hege Bøkko · Camilla Farestveit · Ida Njåtun · 3:08,35  | 3:11,54   | 8.       |

## Műkorcsolya
| Versenyző    | Versenyszám | Rövid program | Rövid program | Kűr    | Kűr   | Összesítés | Összesítés |
| Versenyző    | Versenyszám | Pont          | Hely.         | Pont   | Hely. | Pont       | Helyezés   |
| ------------ | ----------- | ------------- | ------------- | ------ | ----- | ---------- | ---------- |
| Kim Hae-Jin  | Női egyéni  | 54,37         | 18.           | 95,11  | 17.   | 149,48     | 16.        |
| Kim Jona     | Női egyéni  | 74,92         | 1.            | 144,19 | 2.    | 219,11     |            |
| Park So-Youn | Női egyéni  | 49,14         | 23.           | 93,83  | 19.   | 142,97     | 21.        |

## Rövidpályás gyorskorcsolya
Férfi
| Versenyző                                                    | Versenyszám      | Előfutam | Előfutam | Negyeddöntő | Negyeddöntő | Elődöntő | Elődöntő | B döntő  | B döntő  | Döntő    | Döntő    | Helyezés |
| Versenyző                                                    | Versenyszám      | Idő      | Hely.    | Idő         | Hely.       | Idő      | Hely.    | Idő      | Hely.    | Idő      | Hely.    | Helyezés |
| ------------------------------------------------------------ | ---------------- | -------- | -------- | ----------- | ----------- | -------- | -------- | -------- | -------- | -------- | -------- | -------- |
| Sin Da-Woon                                                  | 1000 m           | 1:25,893 | 2.       | 1:24,215    | 1.          | 1:25,564 | 2.       |          |          | büntetés | büntetés | 7.       |
| Sin Da-Woon                                                  | 1500 m           | 2:15,530 | 1.       |             |             | 2:52,061 | 4.       | 2:22,066 | 3.       |          |          | 10.      |
| Lee Han-Bin                                                  | 500 m            | 41,982   | 2.       | 41,471      | 3.          | kiesett  | kiesett  | kiesett  | kiesett  | kiesett  | kiesett  | 11.      |
| Lee Han-Bin                                                  | 1000 m           | 1:26,502 | 1.       | 1:24,444    | 1.          | büntetés | büntetés | kiesett  | kiesett  | kiesett  | kiesett  | 8.       |
| Lee Han-Bin                                                  | 1500 m           | 2:16,412 | 1.       |             |             | 3:11,810 | 5. ADV   |          |          | 2:16,466 | 6.       | 6.       |
| Park Se-Yeong                                                | 500 m            | 41,566   | 1.       | büntetés    | büntetés    | kiesett  | kiesett  | kiesett  | kiesett  | kiesett  | kiesett  | 14.      |
| Park Se-Yeong                                                | 1500 m           | 2:21,087 | 3.       |             |             | 2:16,241 | 3.       | büntetés | büntetés |          |          | 13.      |
| Lee Han-Bin Lee Ho-Suk Kim Yun-Jae Park Se-Yeong Sin Da-Woon | 5000 méter váltó |          |          |             |             | 6:48,206 | 3.       | 6:43,921 | 2.       |          |          | 7.       |

Női
| Versenyző                                       | Versenyszám      | Előfutam | Előfutam | Negyeddöntő | Negyeddöntő | Elődöntő | Elődöntő | B döntő | B döntő | Döntő    | Döntő    | Helyezés |
| Versenyző                                       | Versenyszám      | Idő      | Hely.    | Idő         | Hely.       | Idő      | Hely.    | Idő     | Hely.   | Idő      | Hely.    | Helyezés |
| ----------------------------------------------- | ---------------- | -------- | -------- | ----------- | ----------- | -------- | -------- | ------- | ------- | -------- | -------- | -------- |
| Kim A-Lang                                      | 500 m            | 43,919   | 2.       | 43,673      | 3.          | kiesett  | kiesett  | kiesett | kiesett | kiesett  | kiesett  | 10.      |
| Kim A-Lang                                      | 1000 m           | 1:31,640 | 1.       | 1:32,154    | 3.          | kiesett  | kiesett  | kiesett | kiesett | kiesett  | kiesett  | 10.      |
| Kim A-Lang                                      | 1500 m           | 2:22,864 | 2.       |             |             | 2:22,928 | 2.       |         |         | büntetés | büntetés | 13.      |
| Park Seung-Hi                                   | 500 m            | 44,180   | 1.       | 43,392      | 1.          | 43,611   | 1.       |         |         | 54,207   | 3.       |          |
| Park Seung-Hi                                   | 1000 m           | 1:31,883 | 1.       | 1:30,801    | 2.          | 1:30,182 | 1.       |         |         | 1:30,761 | 1.       |          |
| Cho Ha-Ri                                       | 1500 m           | 2:27,629 | 1.       |             |             | büntetés | büntetés | kiesett | kiesett | kiesett  | kiesett  | 19.      |
| Shim Suk-Hee                                    | 500 m            | 44,197   | 2.       | 43,572      | 4.          | kiesett  | kiesett  | kiesett | kiesett | kiesett  | kiesett  | 14.      |
| Shim Suk-Hee                                    | 1000 m           | 1:31,046 | 1.       | 1:29,356    | 1.          | 1:31,237 | 1.       |         |         | 1:31,027 | 3.       |          |
| Shim Suk-Hee                                    | 1500 m           | 2:24,765 | 1.       |             |             | 2:18,966 | 2.       |         |         | 2:19,239 | 2.       |          |
| Cho Ha-Ri Kim A-Lang Park Seung-Hi Shim Suk-Hee | 3000 méter váltó |          |          |             |             | 4:08,052 | 1.       |         |         | 4:09,498 | 1.       |          |

## Síakrobatika
Akrobatika
| Versenyző     | Versenyszám  | Selejtező | Selejtező | Selejtező | Döntő    | Döntő    | Döntő    |
| Versenyző     | Versenyszám  | 1. futam  | 2. futam  | Hely.     | 1. futam | 2. futam | Helyezés |
| ------------- | ------------ | --------- | --------- | --------- | -------- | -------- | -------- |
| Kim Kwang-Jin | Férfi félcső | 45,40     | 34,40     | 25.       | kiesett  | kiesett  | kiesett  |
| Park Hee-Jin  | Női félcső   | 42,40     | 20,40     | 21.       | kiesett  | kiesett  | kiesett  |

Mogul
| Versenyző    | Versenyszám | Selejtező  | Selejtező  | Selejtező  | Selejtező | Selejtező | Selejtező | Döntő    | Döntő    | Döntő    | Döntő         | Döntő         | Döntő         | Döntő    | Döntő    | Helyezés |
| Versenyző    | Versenyszám | 1. futam   | 1. futam   | 1. futam   | 2. futam  | 2. futam  | 2. futam  | 1. futam | 1. futam | 1. futam | 2. futam      | 2. futam      | 2. futam      | 3. futam | 3. futam | Helyezés |
| Versenyző    | Versenyszám | Idő        | Pont       | Hely.      | Idő       | Pont      | Hely.     | Idő      | Pont     | Hely.    | Idő           | Pont          | Hely.         | Idő      | Pont     | Helyezés |
| ------------ | ----------- | ---------- | ---------- | ---------- | --------- | --------- | --------- | -------- | -------- | -------- | ------------- | ------------- | ------------- | -------- | -------- | -------- |
| Choi Jae-Woo | Férfi       | 24,61      | 20,56      | 15.        | 26,08     | 21,90     | 2.        | 25,27    | 22,11    | 10.      | nem ért célba | nem ért célba | nem ért célba | kiesett  | kiesett  | 12.      |
| Seo Jee-Won  | Női         | 33,49      | 15,95      | 24.        | 33,02     | 15,40     | 13.       | kiesett  | kiesett  | kiesett  | kiesett       | kiesett       | kiesett       | kiesett  | kiesett  | 23.      |
| Seo Jung-Hwa | Női         | nem indult | nem indult | nem indult | 33,56     | 14,16     | 14.       | kiesett  | kiesett  | kiesett  | kiesett       | kiesett       | kiesett       | kiesett  | kiesett  | 24.      |

## Sífutás
Férfi
| Versenyző    | Versenyszám | Eredmény   | Helyezés |
| ------------ | ----------- | ---------- | -------- |
| Hwang Jun-Ho | 15 km       | 44:34,8    | 68.      |
| Hwang Jun-Ho | 30 km       | lekörözték | 68.      |

Női
| Versenyző    | Versenyszám | Eredmény  | Helyezés |
| ------------ | ----------- | --------- | -------- |
| Lee Chae-Won | 10 km       | 32:16,9   | 51.      |
| Lee Chae-Won | 15 km       | 44:17,2   | 54.      |
| Lee Chae-Won | 30 km       | 1:16:38,2 | 36.      |

## Síugrás
Férfi
| Versenyző                                             | Versenyszám | Selejtező | Selejtező | Selejtező | 1. ugrás | 1. ugrás | 1. ugrás | 2. ugrás | 2. ugrás | 2. ugrás | Összesítés | Összesítés |
| Versenyző                                             | Versenyszám | Táv       | Pont      | Hely.     | Táv      | Pont     | Hely.    | Táv      | Pont     | Hely.    | Pont       | Helyezés   |
| ----------------------------------------------------- | ----------- | --------- | --------- | --------- | -------- | -------- | -------- | -------- | -------- | -------- | ---------- | ---------- |
| Choi Heung-Chul                                       | Normálsánc  | 90,0      | 105,9     | 34.       | 95,0     | 109,1    | 42.      | kiesett  | kiesett  | kiesett  | kiesett    | kiesett    |
| Choi Heung-Chul                                       | Nagysánc    | 116,0     | 88,6      | 37.       | 121,5    | 99,0     | 44.      | kiesett  | kiesett  | kiesett  | kiesett    | kiesett    |
| Choi Se-Ou                                            | Normálsánc  | 96,5      | 113,7     | =18.      | 95,0     | 116,2    | 33.      | kiesett  | kiesett  | kiesett  | kiesett    | kiesett    |
| Choi Se-Ou                                            | Nagysánc    | 117,0     | 97,7      | 29.       | 122,0    | 106,4    | 39.      | kiesett  | kiesett  | kiesett  | kiesett    | kiesett    |
| Kang Chil-Ku                                          | Normálsánc  | 89,0      | 99,3      | 42.       | kiesett  | kiesett  | kiesett  | kiesett  | kiesett  | kiesett  | kiesett    | kiesett    |
| Kang Chil-Ku                                          | Nagysánc    | 104,5     | 78,8      | 45.       | kiesett  | kiesett  | kiesett  | kiesett  | kiesett  | kiesett  | kiesett    | kiesett    |
| Kim Hyun-Ki                                           | Normálsánc  | 96,0      | 114,4     | =16.      | 92,5     | 109,2    | 41.      | kiesett  | kiesett  | kiesett  | kiesett    | kiesett    |
| Kim Hyun-Ki                                           | Nagysánc    | 111,0     | 80,3      | 44.       | kiesett  | kiesett  | kiesett  | kiesett  | kiesett  | kiesett  | kiesett    | kiesett    |
| Kang Chil-Ku Kim Hyun-Ki Choi Heung-Chul Choi Seo-Woo | Csapat      |           |           |           | 476,5    | 402,0    | 11.      | kiesett  | kiesett  | kiesett  | kiesett    | kiesett    |

## Snowboard
Parallel
| Versenyző      | Versenyszám                 | Selejtező | Selejtező | Nyolcaddöntő      | Negyeddöntő       | Elődöntő          | Döntő             | Helyezés |
| Versenyző      | Versenyszám                 | Idő       | Hely.     | Ellenfél Eredmény | Ellenfél Eredmény | Ellenfél Eredmény | Ellenfél Eredmény | Helyezés |
| -------------- | --------------------------- | --------- | --------- | ----------------- | ----------------- | ----------------- | ----------------- | -------- |
| Kim Sang-Kyum  | Férfi parallel slalom       | 1:02,35   | 26.       | kiesett           | kiesett           | kiesett           | kiesett           | 26.      |
| Kim Sang-Kyum  | Férfi parallel giant slalom | 1:40,27   | 17.       | kiesett           | kiesett           | kiesett           | kiesett           | 17.      |
| Shin Bong-Shik | Férfi parallel slalom       | 1:00,32   | 23.       | kiesett           | kiesett           | kiesett           | kiesett           | 23.      |
| Shin Bong-Shik | Férfi parallel giant slalom | 1:43,43   | 26.       | kiesett           | kiesett           | kiesett           | kiesett           | 26.      |

Akrobatika
| Versenyző    | Versenyszám    | Selejtező | Selejtező | Selejtező | Elődöntő | Elődöntő | Elődöntő | Döntő    | Döntő    | Helyezés |
| Versenyző    | Versenyszám    | 1. futam  | 2. futam  | Hely.     | 1. futam | 2. futam | Hely.    | 1. futam | 2. futam | Helyezés |
| ------------ | -------------- | --------- | --------- | --------- | -------- | -------- | -------- | -------- | -------- | -------- |
| Kwang-ki Lee | Férfi halfpipe | 27,00     | 69,50     | 11.       | kiesett  | kiesett  | kiesett  | kiesett  | kiesett  | 20.      |
| Ho-jun Kim   | Férfi halfpipe | 61,75     | 20,00     | 14.       | kiesett  | kiesett  | kiesett  | kiesett  | kiesett  | 28.      |

## Szánkó
| Versenyző                                                    | Versenyszám  | 1. futam | 1. futam | 2. futam | 2. futam | 3. futam | 3. futam | 4. futam | 4. futam | Összesítés | Összesítés |
| Versenyző                                                    | Versenyszám  | Idő      | Hely.    | Idő      | Hely.    | Idő      | Hely.    | Idő      | Hely.    | Idő        | Helyezés   |
| ------------------------------------------------------------ | ------------ | -------- | -------- | -------- | -------- | -------- | -------- | -------- | -------- | ---------- | ---------- |
| Kim Dong-Hyeon                                               | Férfi egyes  | 54,207   | 36.      | 54,603   | 36.      | 53,795   | 34.      | 53,780   | 37.      | 3:36,385   | 35.        |
| Cho Jung-Myong Park Jin-Yong                                 | Kettes       | 51,643   | 18.      | 51,475   | 17.      |          |          |          |          | 1:43,118   | 18.        |
| Sung Eun-Ryung                                               | Női egyes    | 52,173   | 30.      | 51,960   | 31.      | 52,486   | 31.      | 52,124   | 29.      | 3:28,743   | 29.        |
| Sung Eun-Ryung Kim Dong-Hyeon Park Jin-Yong / Cho Jung-Myung | Vegyes váltó |          |          |          |          |          |          |          |          | 2:52,629   | 12.        |

## Szkeleton
| Versenyző     | Versenyszám | 1. futam | 1. futam | 2. futam | 2. futam | 3. futam | 3. futam | 4. futam | 4. futam | Összesítés | Összesítés |
| Versenyző     | Versenyszám | Idő      | Hely.    | Idő      | Hely.    | Idő      | Hely.    | Idő      | Hely.    | Idő        | Helyezés   |
| ------------- | ----------- | -------- | -------- | -------- | -------- | -------- | -------- | -------- | -------- | ---------- | ---------- |
| Lee Han-Sin   | Férfi       | 58,41    | 25.      | 58,12    | 22.      | 58,64    | 25.      | kiesett  | kiesett  | 2:56,07    | 25.        |
| Yoon Sung-Bin | Férfi       | 57,54    | 15.      | 57,02    | =9.      | 57,90    | 20.      | 57,11    | 15.      | 3:49,57    | 16.        |